# Chloropren
Chloropren (2-chlorobuta-1,3-dien), CH
2=CCl−CH=CH
2 – organiczny związek chemiczny, pochodna butadienu. Wykorzystywany do produkcji neoprenu – jednej z odmian kauczuku syntetycznego.

## Otrzymywanie
Przemysłowo chloropren otrzymuje się z acetylenu i chlorowodoru: acetylen przekształcany jest w wyniku metatezy w winyloacetylen (but-1-en-3-yn), do którego następnie przyłączany jest chlorowodór. Obecnie chloropren otrzymuje się z butadienu poprzez reakcje chlorowania butadienu chlorem (reakcja z acetylenem jest dużo mniej opłacalna). Syntezę chloroprenu z butadienu przeprowadza się przy temperaturze 250 °C, jak również przy zastosowaniu chlorku miedzi(II) lub katalizatorów PTC. Wydajność tej reakcji wynosi 99%.